# 赛义德·库特布

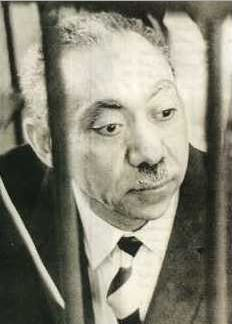
赛义德·库特布 (1965)

赛义德·库特布（阿拉伯语：سيد قطب，埃及阿拉伯語發音：[ˈsæjjed ˈʔotˤb]，阿拉伯語：[ˈsæjjɪd ˈqʊtˤb]，Sayyid Quṭb，1906年10月9日—1966年8月29日）是一位埃及作家，教育家，遜尼派伊斯兰理论家，诗人。他的思想被形容為庫特布主義。1950年代至1960年代間，為埃及穆斯林兄弟会的領導者。
他曾经出版24本书，包括小说，文学评论以及教育研究。他对伊斯兰世界影响力最大的是他关于伊斯兰教应该扮演怎样的政治和社会角色方面的研究，这方面尤其体现在他的著作《社会正义》和《路标》中。
库特布对美国文化持强烈的批判态度。他认为美国文化是“物质主义”，“充满了暴力和性”。他提倡进攻性圣战的激进观点 ，被他的追随者形容为“伟大的思想家”和“伊斯兰的殉道者”。而西方观察家和部分穆斯林认为他是伊斯兰主义意识形态的关键创始人，对基地组织等极端伊斯兰组织起到了鼓动的作用。

## 生平
1948年至1950年，库特布以学监的身份由埃及教育部送往美国，在科罗拉多州立师范学校（今北科罗拉多大学）留学。回国后发表反美文章。1966年，被指控參與了暗殺埃及納塞爾總統的陰謀，被處以絞刑。

## 著作
- 《路标》